# Czarna lista (informatyka)
Czarna lista (ang. black list) – w informatyce lista niepożądanych rzeczy. Czarne listy są zazwyczaj bardzo duże i wbudowane bezpośrednio w poszczególne aplikacje. W wypadku programów antyspamowych, na czarnej liście znajdują się adresy IP i e-mail, które wysyłają duże ilości spamu. Dla efektywnego działania konieczne jest regularne aktualizowanie czarnych list tak, aby oprogramowanie mogło skutecznie chronić komputer przed niechcianymi treściami, na przykład spamem.